# Programa Voo Simples

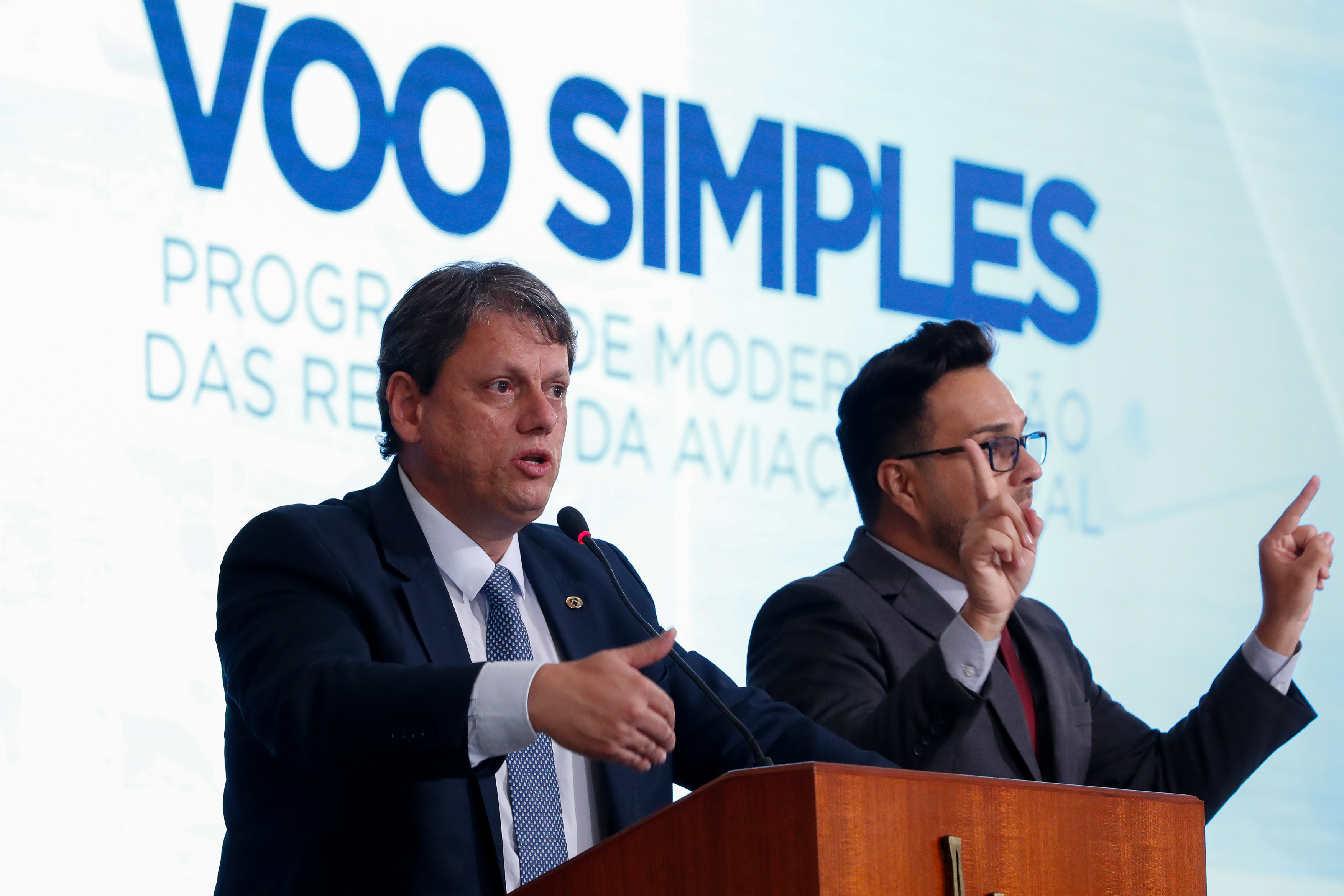
Ministro Tarcísio Gomes de Freitas no Lançamento do Programa Voo Simples

O Programa Voo Simples é um conjunto de medidas estruturais apresentado pelo Ministro da Infraestrutura Tarcísio Gomes de Freitas do Governo Jair Bolsonaro, com o propósito de trazer regras mais modernas para o setor da aviação brasileira. São iniciativas que buscam a simplificação de procedimentos e alinhamento às regras internacionais mantendo os altos níveis de segurança exigidos.

## O programa
Lançado em 7 de outubro de 2020, o programa traz mais de 50 medidas que pretendem reduzir os custos do setor, os impactos causados pela Covid-19 e gerar mais empregos, com regras mais modernas para simplificar, desburocratizar e atrair investimentos para a aviação geral brasileira. A ação é da Agência Nacional de Aviação Civil (Anac) e do Ministério da Infraestrutura, e promete criar um novo ambiente de negócios, beneficiando toda a indústria de aviação, especialmente, profissionais do setor e empresas aéreas de pequeno porte.
O Voo Simples prevê medidas diferenciadas de acordo com o tamanho da empresa de táxi aéreo, para que novos operadores de pequeno porte entrem no mercado e prestem serviços à população a um custo mais baixo. Além disso, está prevista a simplificação dos processos para fabricação, importação ou registro de aeronaves. O programa Voo Simples se alia a outras iniciativas já lançadas pelo Governo Federal para incrementar o setor de aviação no Brasil.

## Outras medidas previstas no Programa Voo Simples
- Anteriormente, dependendo do tipo da aeronave, o piloto precisava fazer treinamento de simulador uma vez por ano. Agora, com o Programa Voo Simples, este prazo será ampliado para uma vez a cada 24 meses.

- Na aviação agrícola, que é responsável por borrifar produtos nas plantações, para cada lavoura pulverizada, deveria existir uma certificação por voo. O Programa Voo Simples deverá acabar com essa regra.
- Atualmente, o copiloto e o comandante recebem o mesmo treinamento técnico para operar a aeronave. O programa Voo Simples propõe treinamentos diferenciados aos profissionais do setor, reduzindo, assim, custos para a empresa.
- Também será reduzida a lista de documentos obrigatórios que deverão estar a bordo da aeronave durante o voo. E os documentos cobrados serão migrados para o formato digital.
- Deverá ser modificado o formato e o funcionamento do Registro Aeronáutico Brasileiro.
- Não existe hoje regulamentação específica sobre operação anfíbia, a partir do mar ou rio por uma aeronave. O programa Voo Simples prevê esse tipo de operação em águas brasileiras.
- O programa Voo Simples prevê ainda a ampliação de locais habilitados de provas necessárias para a obtenção de licenças de pilotos, comissários, mecânicos e despachantes. Atualmente, apenas 13 escritórios da Anac em sete estados estão habilitados para isso. Este número será ampliado para todos os estados da federação, em 50 localidades.
- Outra mudança se refere às habilitações de aeronautas. Algumas habilitações, como, por exemplo, para operar uma classe de aviões em específico, chegam a ser renovadas anualmente. Com o programa, elas não terão vencimento. Serão exigidos do profissional os exames de saúde e a comprovação dos treinamentos.